# U-Bahnhof Rathaus (Hamburg)
Der U-Bahnhof Rathaus ist eine Station der Hamburger U-Bahn-Linie U3. Der U-Bahnhof befindet sich im Stadtteil Hamburg-Altstadt unterhalb des Rathausmarktes, dessen Namen er von seiner Eröffnung 1912 bis 1958 mit einer Unterbrechung während der NS-Zeit trug. Das Kürzel der Station bei der Betreiber-Gesellschaft Hamburger Hochbahn lautet „RA“. Der U-Bahnhof hat täglich 17.328 Ein- und Aussteiger (Mo–Fr, 2019).

## Geschichte
Der Bahnhof mit seinen zwei leicht versetzten Seitenbahnsteigen wurde vom Architektenbüro Raabe & Wöhlecke gestaltet und in den Jahren 1908 bis 1911 erbaut. Entsprechend seiner Lage in unmittelbarer Nähe zum Hamburger Rathaus erhielt er aufwändig gestaltete Fliesen, die Eingangsbereiche wurden mit Marmor und Majoliken aus Cadiner Kacheln gestaltet. Abweichend von der Bahnsteighalle wurden die beiden Vorhallen von dem Berliner Büro Hart & Lesser entworfen. Am 15. Februar 1912 fand die erste Fahrt der Hamburger U-Bahn mit geladenen Gästen ab Rathausmarkt statt (sog. „Senatorenfahrt“), die Eröffnung für den Publikumsverkehr war am 1. März desselben Jahres. Für fast vier Monate war der Bahnhof Rathausmarkt Endstation der teilweise noch in Bau befindlichen Ringlinie. Ein durchgehender Ringbetrieb fand ab dem 29. Juni 1912 statt.
1927 erfolgte die Verlängerung der Bahnsteige Richtung Osten, so dass anstelle von Vier- nun Sechs-Wagen-Züge den Bahnhof bedienen konnten.
Von 1934 bis 1945 trug der Bahnhof den Namen Adolf-Hitler-Platz, nachdem der Rathausmarkt entsprechend umbenannt wurde. Nach Kriegsende erfolgte die Rückbenennung in Rathausmarkt. Allerdings ruhte der Zugverkehr noch bis 11. März 1946.
1958 erfolgte ein weiterer Umbau des Bahnhofs. Östlich der Station wurde ein weiterer Zugang errichtet, der an einen Verbindungsgang zum U-Bahnhof Jungfernstieg der KellJung-Linie (heutige U1) anschließt. Der Bau dieser Zugangshalle erfolgte zeitgleich mit den Rohbauarbeiten an der U1 Richtung Meßberg um 1956/57. Bautechnisch war diese Zugangshalle eine große Herausforderung, da sie auf knappstem Raum zwischen Straße und Tunneldecke der U-Bahn untergebracht werden musste, wobei oberirdisch der sehr dichte Straßenbahnverkehr nicht unterbrochen werden durfte. Hierzu wurde der U-Bahn-Tunnel vorsichtig abgetragen, die Gleise auf Hilfsbrücken gelegt, anschließend der Meßbergtunnel gebaut, der nur knapp sieben Meter neben dem Turm der Petrikirche liegt, danach wurde der U3-Tunnel wieder aufgebaut und anschließend die Vorhalle errichtet, bevor die Baugrube wieder verschlossen und die Straßenbahngleise wieder in die ursprüngliche Lage versetzt werden konnten. Mit der Eröffnung dieser Passage am 1. Oktober 1958 erfolgte die Umbenennung der beiden U-Bahnhöfe in Rathaus. Der Bahnhof Rathaus der U1 wurde 1973 in Jungfernstieg zurück benannt, als die Führung der Linie U2 über die neu gebaute Strecke und die unterste Bahnsteigebene der Station Jungfernstieg erfolgte.
1965 wurden die Bahnsteigeinrichtungen der U3-Station modernisiert. Die alten Fliesen wurden durch graue, größere Fliesen ersetzt und dem Stil der 1960er Jahre angepasst. In den 1990er Jahren wurden diese durch weiße und stellenweise rote Fliesen erneut ersetzt. Diese weißen Wandflächen werden mehrfach durch Hamburger Stadtwappen unterbrochen. Aus der Zeit von 1912 sind im Bahnsteigbereich lediglich zwei Deckenmosaike in den Zugangsbereichen bis heute erhalten geblieben. Gegenüber der Zugangshalle des Zuganges Rathaus, also hinter dem Gleiskörper, gab es bis zum Umbau eine etwa 10 Meter lange Tunnelwand, die noch die Originalfliesen von 1912 trug.
Von 2020 bis März 2022 wurde die Haltestelle modernisiert. Neben dem Einbau von Fahrstühlen zu beiden Bahnsteigen, Bahnsteig-Teilerhöhungen und dem Einbau von Orientierungssystemen für Sehbehinderte gab es eine Komplettsanierung. Dabei wurden die Wände neu gekachelt, hauptsächlich in Weiß, die Sitznischen in Rot. Auch die Farbgebung der übrigen Elemente ist seither verändert: Die vorher blauen Stützen sind nun rot und die Abdeckung der Stromschiene grün. Die Kassettendecke ist weiß, über den Bahnsteigen gibt es neue Beleuchtungschienen, an den Wänden senkrechte Leuchten. Das Stadtwappen ist nicht mehr da. Um das Erscheinungsbild des Rathausmarktes möglichst wenig zu verändern, wurden gläserne Fahrstühle gebaut.

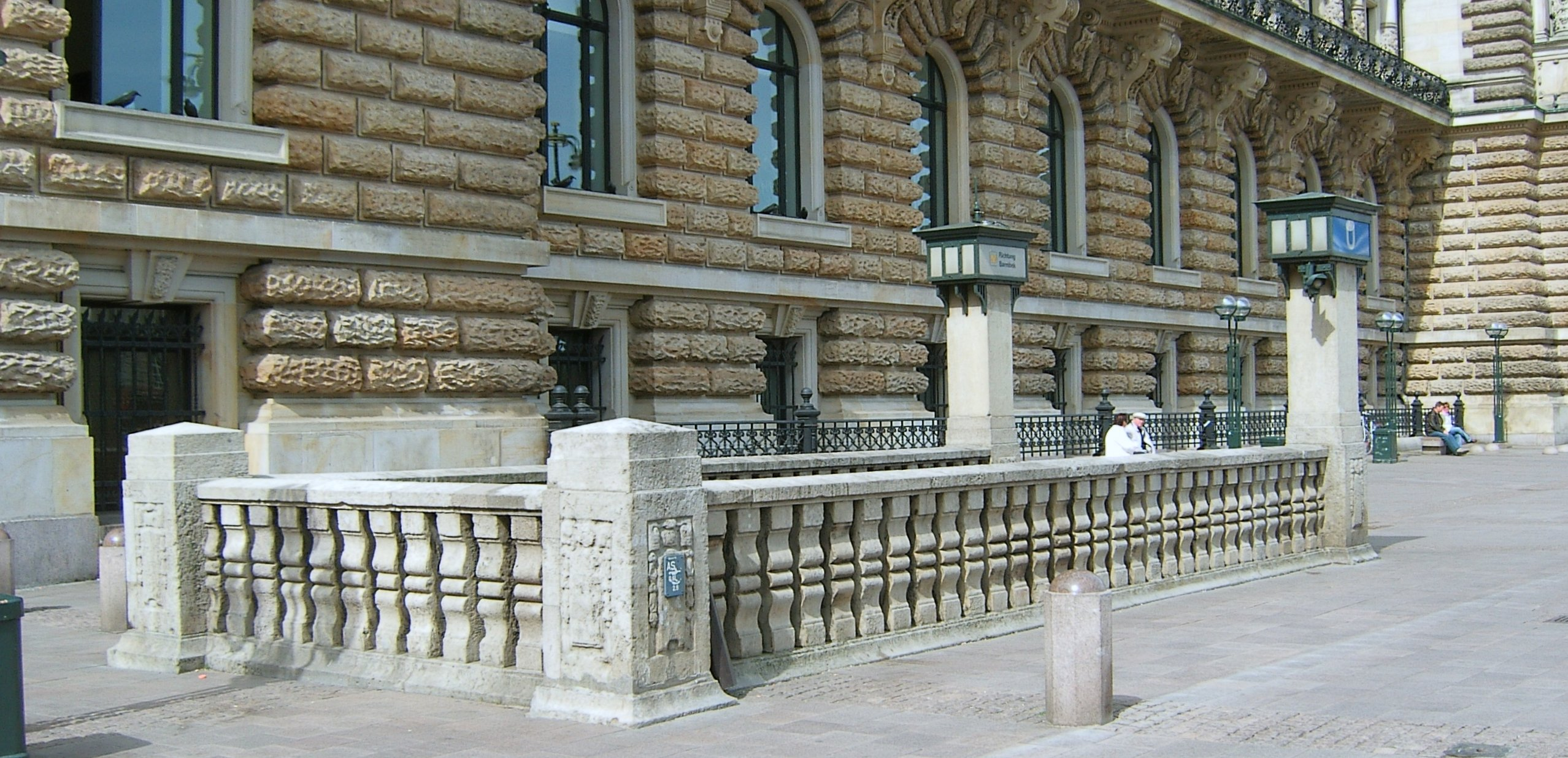
Eingang vor dem Rathaus
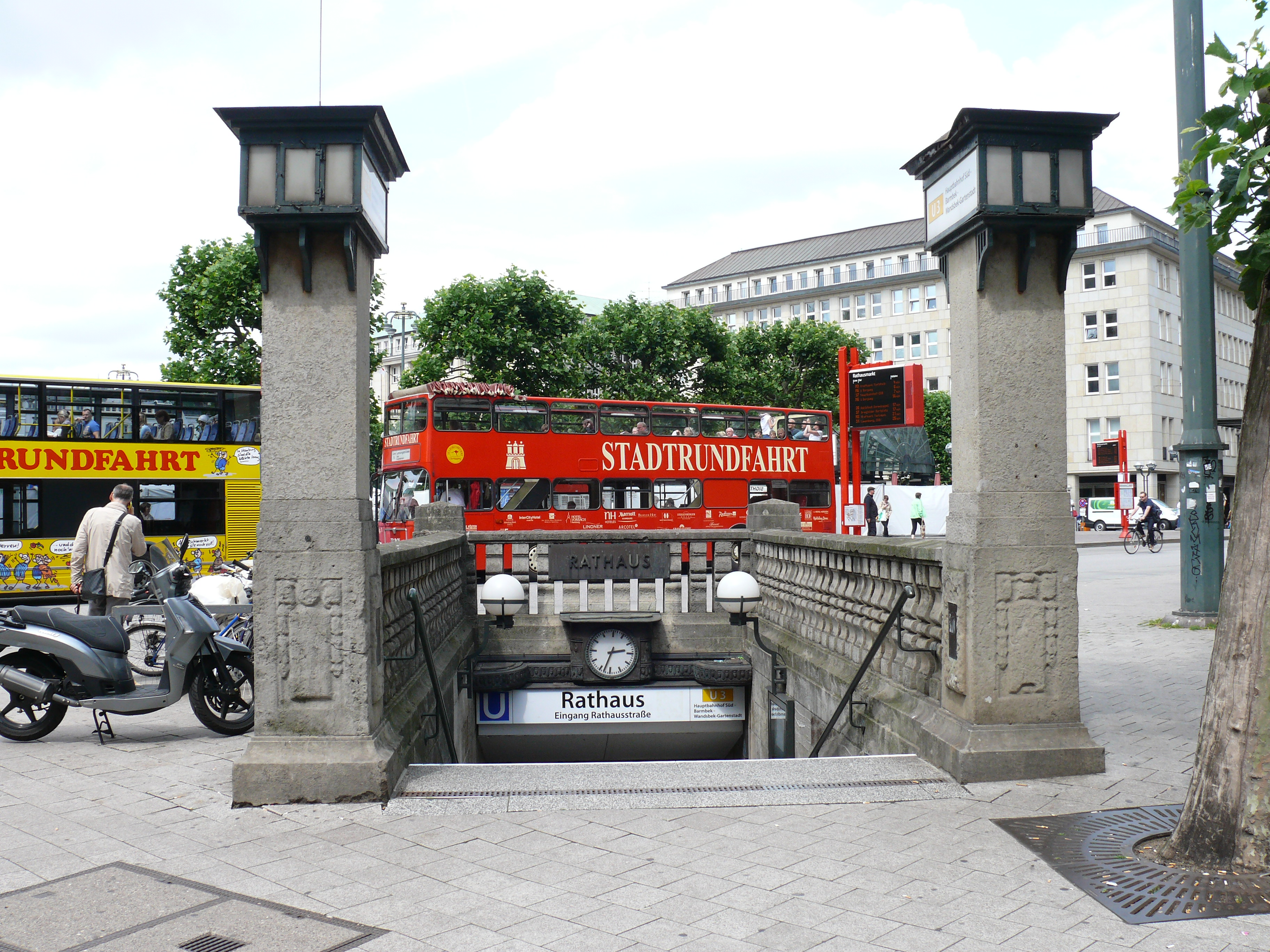
Eingang Rathausstraße
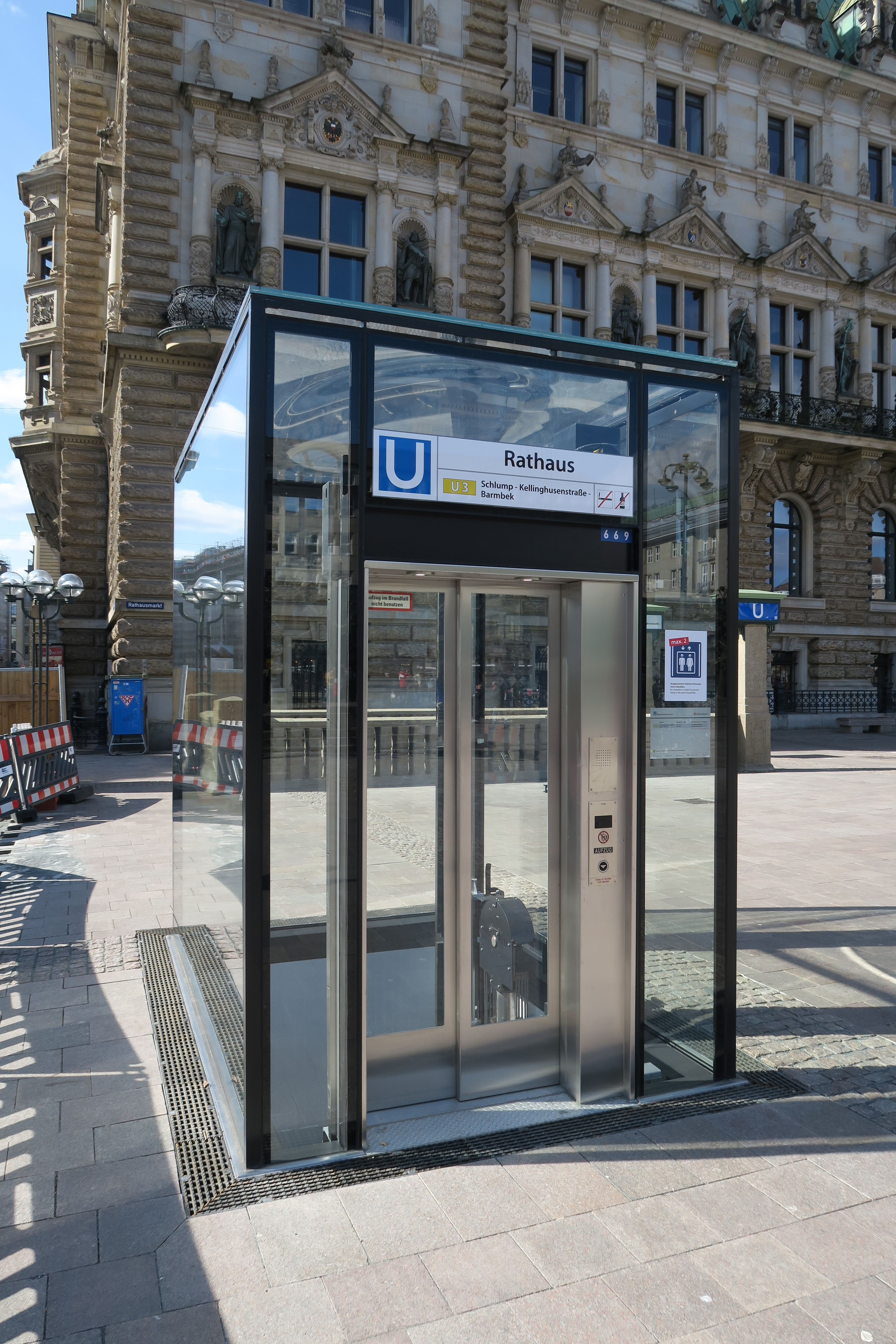
Fahrstuhl vor dem Rathaus
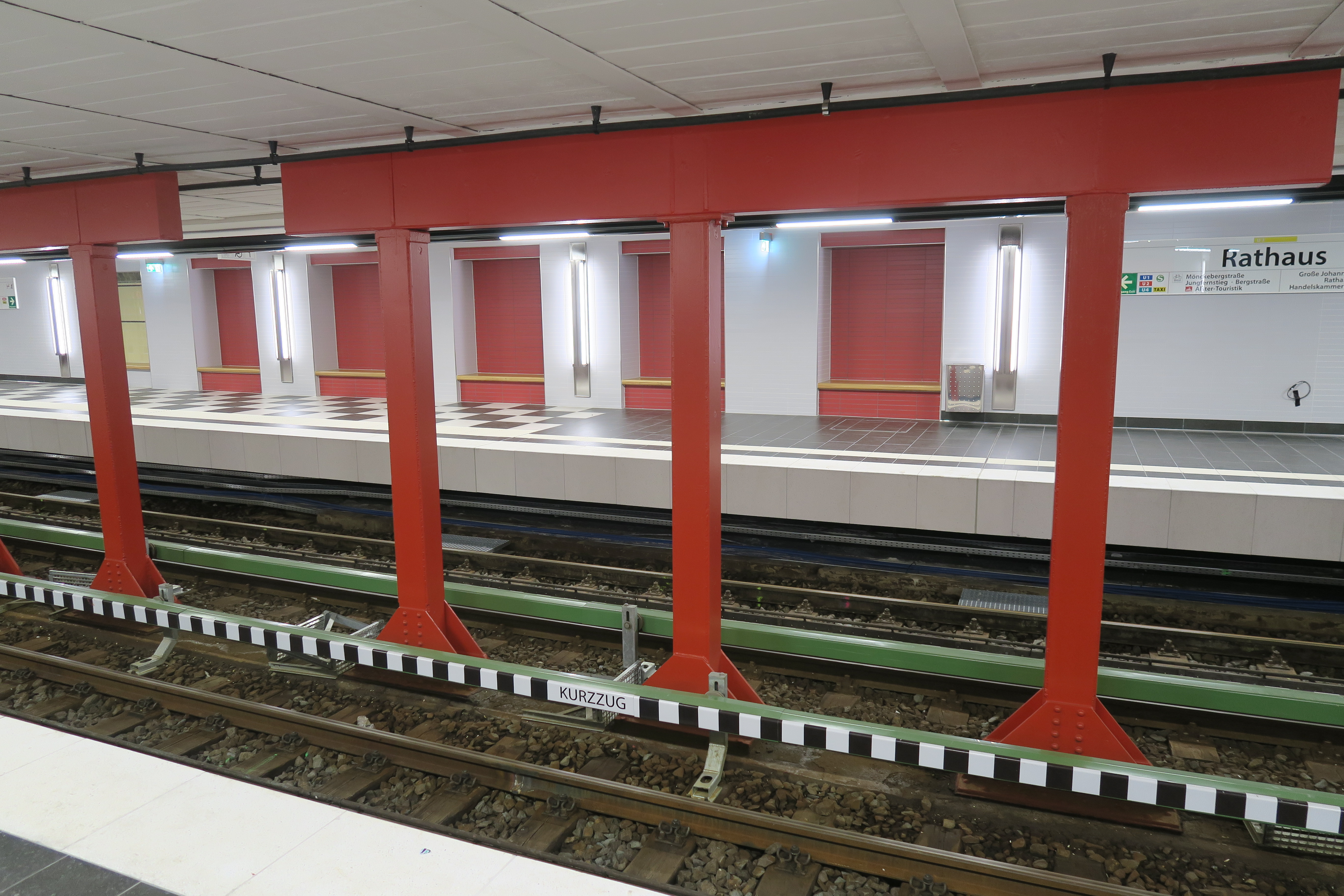
Gestaltung seit 2022
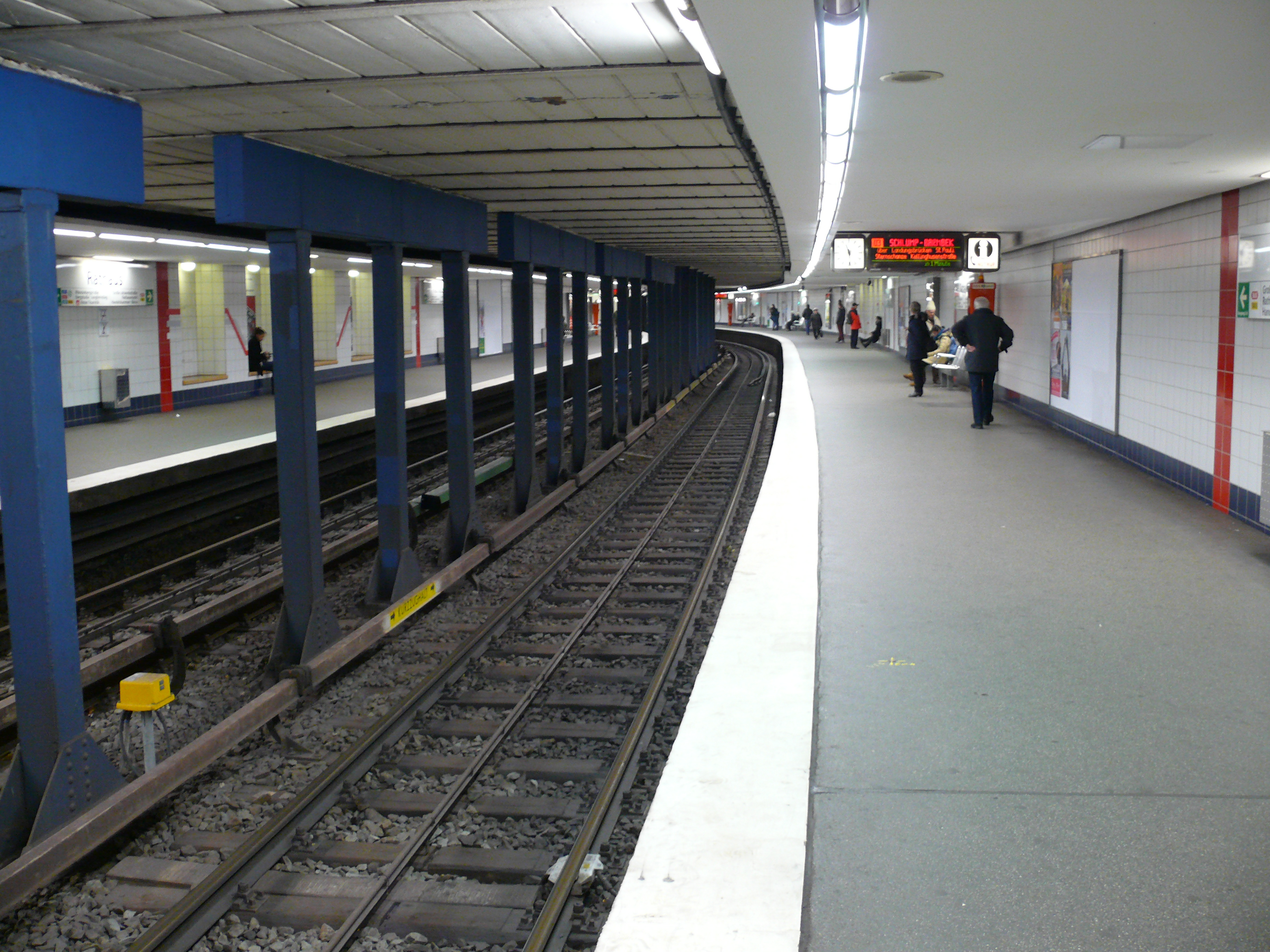
Gestaltung vor dem Umbau

| Linie | Verlauf |
| ----- | --- |
| U 3   | Barmbek – Saarlandstraße – Borgweg (Stadtpark) – Sierichstraße – Kellinghusenstraße – Eppendorfer Baum – Hoheluftbrücke – Schlump – Sternschanze – Feldstraße (Heiligengeistfeld) – St. Pauli – Landungsbrücken – Baumwall (Elbphilharmonie) – Rödingsmarkt – Rathaus – Mönckebergstraße – Hauptbahnhof Süd – Berliner Tor – Lübecker Straße – Uhlandstraße – Mundsburg – Hamburger Straße – Dehnhaide – Barmbek – (in Planung Fuhlsbüttler Straße –) Habichtstraße – Wandsbek-Gartenstadt |